# Европейская социал-демократическая партия (Молдова)
Европейская социал-демократическая партия (рум. Partidul Social Democrat European) — политическая партия в Республике Молдова. Ранее партия носила название Демократическая партия Молдовы. Основанная в 1997 году, ЕСДП декларирует левоцентризм.
Является ассоциированным членом Партии европейских социалистов (ПЕС) и полноправным членом Социалистического интернационала. Согласно уставу, ЕСДП выступает за утверждение Республики Молдова как независимого, суверенного и демократического государства, основанного на законе и интегрированного в единую семью европейских демократий.

## История
Демократическая партия Молдовы была основана 8 февраля 1997 года под названием Движение за демократическую и процветающую Молдову. Съезд 17 октября 1998 года выбрал руководящие органы партии и принял устав и политическую программу, основанную на принципах социал-демократии. На парламентских выборах в марте 1998 года избирательный блок, созданный на основе Движения — Блок «За демократическую и процветающую Молдову», получил 18,64 % голосов, соответственно 24 из 101 места в парламенте, что позволило ему участвовать в правительстве, в рамках Альянса за демократию и реформу (АДР). Дмитрий Дьяков, председатель формирования, был избран спикером законодательной власти. С 1997 года по лето 2009 года партию возглавлял Дмитрий Дьяков, который в период с 1997 по 2001 год занимал пост председателя парламента. В 1999 году представитель ДДПМ Ион Стурза был назначен главой правительства страны.
На Съезде 15 апреля 2000 года Движение за демократическую и процветающую Молдову было переименовано в Демократическую партию Молдовы. На парламентских выборах 2001 года партия получила 79 757 голосов (5,02 %), но не смогла преодолеть избирательный порог 6 %. Однако на местных выборах 25 мая 2003 года ДПМ удалось получить около 8,3 % по стране.
Партийный съезд 22 ноября 2003 года поставил новые задачи в работе партии. Одним из основных документов, принятых на Съезде, была новая редакция политической программы, в которой партия заявляет о неизменном характере своих политических целей и принципов. На съезде Демократическая партия заявила о своём намерении стать членом Социалистического интернационала и приняла резолюцию о взаимоотношениях Демократической партии Молдовы с профсоюзным движением. 8 мая 2004 года, отвечая ожиданиям избирателей о консолидации реформистских и демократических сил, Демократическая партия Молдовы, Альянс «Наша Молдова» и Социал-либеральная партия (СЛП) создали Избирательный блок «Демократическая Молдова» (БДМ).
После парламентских выборов 6 марта 2005 года ДПМ получает восемь мест в парламенте, став единственной партией, которая проиграла выборы в 2001 году и после этого вернулась в парламент в 2005 году. После присоединения группы депутатов СЛП к парламентской группе ДПМ в октябре 2007, число демократических депутатов увеличилось до 11, ДПМ стала третьей политической силой в Парламенте того времени.
После слияния ДПМ с Социал-либеральной партией, которое состоялось на Съезде 10 февраля 2008 года, Дмитрий Дьяков был переизбран председателем партии, а первым вице- председателем был избран бывший лидер СЛП Олег Серебрян. Партийным гимном ДПМ стала «Ода к радости» Бетховена, которая символизирует проевропейский вектор формирования и его приверженность европейскому федералистскому течению. 19 июля 2009 года Чрезвычайный съезд ДПМ избрал председателем партии Мариана Лупу.
На парламентских выборах 5 апреля 2009 года Демократическая партия получила только 2,97 % голосов, оставаясь вне парламента.
После парламентских выборов 29 июля 2009 года ДПМ получила 13 депутатских мандатов и вскоре стала одним из четырёх компонентов Альянса за европейскую интеграцию (АЕИ), который получил большинство в парламенте Республики Молдова. Мариан Лупу, лидер ДПМ, был кандидатом от Альянса за европейскую интеграцию на пост президента Республики Молдова на выборах 10 ноября и 7 декабря 2009 года, но не набрал необходимого количества голосов.
На досрочных парламентских выборах 28 ноября 2010 года ДПМ получила 15 депутатских мест в парламенте, став одной из трёх составных частей АЕИ-2.
В начале 2013 года, альянс распался. В мае 2013 года ДП (с 15 депутатами) вместе с Либерально-демократической партией Молдовы (31 депутат) и Либерал-реформаторской партии (7 депутатов) сформировали новый правящий альянс — Проевропейскую коалицию.
30 мая 2013 года председатель ДПМ Мариан Лупу, председатель ЛДПМ Владимир Филат и председать парламентской фракции ЛП, лидер Совета по реформированию ЛП Ион Хадыркэ подписали соглашение о создании «Коалиции проевропейского правления».
В этот же день, 30 мая 2013 года голосами 58 депутатов ДПМ, ЛДПМ, либералов-«реформаторов» и некоторых независимых депутатов, было утверждено правительство под руководством Юрия Лянкэ, в состав которого вошли 6 из 18 министров от ДПМ: Валерий Лазэр — вице-премьер-министр и министр экономики, Марчел Рэдукан — министр регионального развития и строительства, Василий Ботнарь — министр транспорта и дорожной инфраструктуры, Моника Бабук — министр культуры, Валентина Булига — министр труда, социальной защиты и семьи, Павел Филип — министр информационных технологий и связи. Председателем парламента Республики Молдова был избран депутат-демократ Игорь Корман, вице-председателем — демократ Андриан Канду..
На парламентских выборах 30 ноября 2014 года ДП набрала 15,80 % голосов, получив 19 мест в парламенте. После выборов ДП и ЛДПМ (23 мандата) сформировали миноритарную правящую коалицию — Политический альянс За европейскую Молдову.
С 2009 года Демократическая партия является полноправным членом Социалистического интернационала. С 2010 по 2015 год получила статус члена-наблюдателя Партии европейских социалистов, а в июне 2015 года ДПМ стала ассоциированным членом Партии европейских социалистов.
14 января 2016 года новым кандидатом на пост премьер-министра стал Павел Филип, выдвинутый ДПМ и поддержанный новым парламентским большинством.
Правительство, возглавляемое Павлом Филиппом, получило необходимое количество голосов и приступило к работе,
получив голоса 57 депутатов: 20 депутатов фракции ДПМ, 13 депутатов ЛП, 14 бывших коммунистических депутатов, 8 депутатов от ЛДПМ и 2 бывших депутата ЛДПМ.
VIII съезд был созван после решений, принятых на заседании Политического совета ДПМ от 10 декабря 2016 года, где лидер партии Мариан Лупу объявил о своей отставке с должности председателя ДПМ.
Основной задачей VIII съезда было избрание новых руководящих органов, принятие новых изменений в уставе партии и постановка новых задач по модернизации партии. Председателем ДПМ делегатами съезда был единогласно избран бизнесмен Влад Плахотнюк. Влад Плахотнюк заявил, что сосредоточится на модернизации политического формирования, чтобы оно стало партией, которая продвигает интересы граждан, а не геополитические интересы. Делегаты съезда также избрали Павла Филипа первым заместителем председателя ДПМ, проголосовали за список нового Национального политического совета и приняли новую редакцию Устава партии.
По словам организаторов, в съезде приняли участие около 1000 делегатов из всех районов страны и гости из-за рубежа.
10 марта 2017 года 14 бывших коммунистических депутатов, которые сформировали вместе с ДПМ Социал-демократическую платформу «За Молдову», присоединились к парламентской фракции Демократической партии Молдовы. Лидер парламентской фракции демократов Мариан Лупу заявил на брифинге, что решение 14 депутатов — это шаг, который приведёт к консолидации парламентского большинства, фракция ДПМ стала самой многочисленной политической группой в Парламенте.

## Съезды ДПМ
| Событие                                                              | Дата                 | Результаты |
| -------------------------------------------------------------------- | -------------------- | --- |
| Создание Движения «За демократическую и процветающую Молдову» (ДДПМ) | 8 февраля 1997       | - Дмитрий Дьяков был избран на должность председателя ДДПМ; - была утверждена программа общественно-политического движения «За демократическую и процветающую Молдову» |
| I съезд ДДПМ                                                         | 17 октября 1998 года | - Дмитрий Дьяков был переизбран на должность председателя ДДПМ; - были избраны руководящие органы; - обращение к центристским партиям и движениям с призывом объединиться в политическую организацию, способную оказать решающее влияние на развитие страны. |
| II съезд ДДПМ                                                        | 15 апреля 2000 года  | - ДДПМ была реорганизована в Демократическую партию Молдовы (ДПМ); - были избраны руководящие органы; - были утверждены изменения в Устав партии; - была утверждена Политическая и экономическая программа ДПМ; - Дмитрий Дьяков был избран на должность председателя ДПМ. |
| III съезд ДПМ                                                        | 22 ноября 2003 года  | - были направлены все организационные и информационные ресурсы ДПМ на то, чтобы формирование одолело избирательный порог; - были удверждены изменения в Устав ДПМ. |
| IV съезд ДПМ                                                         | 3 июля 2005 года     | - был подтверждён состав руководства партии; - Дмитрий Дьяков был переизбран на должность председателя ДПМ. |
| V съезд ДПМ                                                          | 10 февраля 2008 года | - слияние Социал-либеральной партии с Демократической партией под названием Демократическая партия Молдовы. - укреплён политический центр Республики Молдова в связи с подготовкой к парламентским выборам 2009 года.. - избрали новое партийное руководство: Дмитрий Дьяков стал председателем объединённой партии, Олег Серебрян — первый вице-председатель ДПМ, Оазу Нантой, Валентина Булига, Игорь Клипий, Валентина Стратан и Дмитрий Иванов — вице-председатели формирования, Олег Цуля, лидер Молодёжной организации Демпартии был назначен генеральным секретарём партии. |
| VI внеочередной съезд ДПМ                                            | 19 июля 2009 года    | - были внесены изменения в Устав партии; - Мариан Лупу был избран на должность председателя Демократической партии Молдовы; - Дмитрий Дьяков — почётный председатель; - Олег Серебрян сохранил должность первого вице-председателя; - Валериу Лазэр (экс-министра экономики и торговли) — генеральный секретарь; - были назначены вице-председатели: Игорь Корман, Олег Цуля, Оазу Нантой, Валентина Стратан, Игорь Клипий и Валентина Булига; - члены ПКРМ и СДП (из районных организаций СДП — Глодень, Бельцы, Анений Ной) присоединились в ДПМ; - Валериу Плешка, лидер Общественно-политического движения «Новая сила», объявил, что это формирование поддержит ДПМ на досрочных выборах, назначенных на 29 июля 2009 года, а затем присоединится к ДПМ. |
| VII съезд ДПМ                                                        | 16 июня 2012 года    | - были утверждены меры направленные на модернизации Демпартии в нынешнем политическом контексте и избрание новых руководящих органов формирования; - Мариан Лупу был переизбран на должность председателя ДПМ; - Владимир Плахотнюк был избран на должность первого вице-председателя формирования; - был избран Национальный политический совет партии, Национальная ревизионная комиссия и Комиссия по этике и арбитражу; - были утверждены новые уставные документы формирования, в том числе Устав и Политическая доктрина. |
| VIII съезд ДПМ                                                       | 24 декабря 2016 года | - Мариан Лупу, лидер формирования объявил о своей отставке с должности председателя Демократической партии; - Владимир Плахотнюк был избран на должность председателя формирования; - Павел Филип был избран на должность первого вице-председателя партии; - был проголосован новый состав Национального политического совета и утвердили; - была утверждена новая редакция Устава ДПМ. |
| IX съезд ДПМ                                                         | 7 сентября 2019 года | - Павел Филип был избран на должность председателя формирования; - Александр Жиздан был избран на должность генерального секретаря партии; - были приняты Политическая декларация и Резолюция Конгресса; - был избран Национальный политический совет партии; - были удверждены изменения в Устав ДПМ. |

## Доктрина ДПМ
Доктрина ДПМ основана на принципах социал-демократии. Её основные ценности: Равенство, чтобы все люди могли реализовать свой потенциал на справедливых условиях; Солидарность, чтобы все люди имели всё необходимое для достойного проживания, и Свобода, чтобы каждый человек мог строить свой личный жизненный проект.

## Логотип
Логотип Демократической партии Молдовы состоит из трёх роз, растущих из одного стебля, увенчанного полукругом.

## Организация и команда ДПМ
Национальный политический совет ДПМ является руководящим органом партии между двумя съездами. Заседание Национального политического совета созывается не реже чем два раза в год Председателем ДПМ или по просьбе не менее чем 1/3 членов Национального политического совета. Национальный политический совет ДПМ избирается Съездом на срок в 4 (четыре) года, численный состав которого определяется решением Съезда ДПМ. Политический совет является представителем членов из всех районов страны, что обеспечивает уважение и соблюдение полномочий членов ДПМ.
Исполнительный совет ДПМ является исполнительным и руководящим органом ДПМ, который координирует её деятельность между заседаниями Национального политического совета и избирается на срок 4 (четыре) года в составе 31 (тридцати одного) члена.
Постоянное бюро представляет собой оперативный аналитический орган ДПМ между заседаниями Исполнительного и Национального политического советов и собирается еженедельно или по требованию председателя ДПМ. Постоянное бюро ДПМ объединяет председателя, первого вице-председателя, почётного председателя, вице-президентов и генерального секретаря ДПМ. Этот руководящий орган уполномочен членами партии анализировать и принимать решения касательно повседневной политической деятельности ДПМ с учётом единодушного желания, высказанного членами партии: что ДПМ должна повысить жизненный уровень многих в современной и солидарной Молдове.
Структура ДПМ включает в себя Женскую организацию, Демократическую Молодёжь, Организацию пожилых людей «Сокровище Нации» и местных избирателей. Женская организация является самой сильной, самой активной и представительной женской партийной организацией в Молдове.

### Количество членов партии
Количество членов партии: ~ 54 200 (07/2018)

## Руководство
Текущее руководство партией:
- Павел Филип — председатель ДПМ; депутат Парламента РМ
- Дмитрий Дьяков — почётный председатель ДПМ
- Людмила Гузун — вице-председатель ДПМ
- Игорь Время — вице-председатель ДПМ
- Евгений Никифорчук — вице-председатель ДПМ
- Руксанда Главан — вице-председатель ДПМ; депутат Парламента РМ
- Моника Бабук — вице-председатель ДПМ
- Владимир Андронаки — вице-председатель ДПМ
- Николай Чубук — вице-председатель ДПМ; вице-председатель парламентской комиссии по сельскому хозяйству и пищевой промышленности
- Василий Быткэ — вице-председатель ДПМ
- Валентина Булигэ — вице-председатель ДПМ
- Александр Кауя — вице-председатель ДПМ
- Александр Жиздан - генеральный секретарь ДПМ

## Цели
ДПМ стремится к достижению следующих политических целей в соответствии со своими фундаментальными ценностями и потребностями устойчивого и долговременного развития Республики Молдова:
1. Укрепление конституционного порядка в государстве, обеспечение уважения политических, экономических и социальных прав человека в соответствии с Всеобщей декларацией прав человека, Европейской конвенцией о правах человека и другими актами международного права;
2. Установление и утверждение гражданской нации в Республике Молдова в соответствии с принципом «все мы являемся гражданами Молдовы как граждане Республики Молдова», соблюдая при этом право каждого гражданина на этническую самоидентификацию.
3. Завершение посредством политических решений, мирным путём, процесса территориальной реинтеграции Республики Молдова;
4. Придать активную социальную роль государству, которое через сильные учреждения станет силой равновесия в обществе. Государство должно заботиться об обеспечении общественного блага, достижении целей, представляющих общий интерес, поощрении справедливости и солидарности в обществе. Признаками сильных государственных учреждений являются благое управление, право и прозрачность;
5. Реформирование и модернизация местного и центрального публичного управления, деятельность которого должна быть соотнесена с интересами страны и поставлена на службу гражданам;
6. Внедрение в Республике Молдова концепции сильного государства социального типа, которое играет ключевую роль в защите от социальных рисков, обеспечении экономического и социального благосостояния своих граждан, уделяя особое внимание образованию, исследованиям, инновациям, культуре и уважению национальных ценностей;
7. Обеспечение права граждан на труд и права строить своё будущее в условиях экономической и социальной безопасности. В этой связи ДПМ считает, что государство обязано инвестировать в гражданина и вносить свой вклад в создание хорошо оплачиваемых рабочих мест и непрерывную профессиональную подготовку граждан;
8. Создать справедливую систему перераспределения государственных доходов, направленную на обеспечение достойных условий жизни для людей, которые не могут работать (дети, пожилые люди, инвалиды и т. Д.). Необходимо развивать и использовать ресурсы общества для обеспечения равенства прав, предоставления каждому человеку возможности создать свою собственную судьбу, сократить экономические диспропорции, бороться с бедностью и обеспечить социальную справедливость;
9. Разработка оптимального комплекса программ социальной защиты для неблагополучных категорий, играющих важную роль в разработке и проведении политики социальной интеграции и трудоустройства людей с инвалидностью;
10. Создание эффективных систем общественного здравоохранения и образования, доступных каждому гражданину, независимо от имеющихся в его распоряжении финансовых ресурсов;
11. Диверсификация и развитие современных программ обучения и самоутверждения молодёжи параллельно с политикой, основанной на концепции «активного старения»;
12. Обеспечение права на частную собственность и обеспечение свободной и честной конкуренции в качестве на основе рыночной экономики, человеческого достоинства и безопасности. Частная собственность — это экономическое выражение свободной инициативы гражданина и существенный фактор общего экономического прогресса, индивидуального и общего благосостояния;
13. Укрепить представительную демократию, с тем чтобы повысить авторитет институтов и обеспечить гражданам право свободно выражать своё мнение и участвовать в процессах принятия решений;
14. Соблюдение фундаментальных прав и свобод человека, права на культурную, лингвистическую, религиозную и этническую самобытность граждан Республики Молдова. Мы стремимся бороться и осуждать экстремизм любого рода, проявления расизма, шовинизма, этнического или территориального сепаратизма;
15. Обеспечение равных возможностей для мужчин и женщин, признание роли женщин в семье и в молдавском обществе, поддержка и поощрение гендерного равенства в структурах принятия решений партии и государства;
16. Разработать справедливую систему налогообложения, которая гарантирует безопасность и способствует сокращению социальной напряжённости и экономическому развитию;
17. Осуществление экономической политики, направленной на устойчивый и единообразный экономический рост по всей стране на основе инноваций, производительности и конкурентоспособности, создание условий для получения бюджетных доходов на всех уровнях, достаточных для обеспечения реализации социальной политики, а также обеспечения повышения благосостояния населения;
18. Развитие конкурентоспособной смешанной экономики, сочетающей динамичную частную систему, эффективный государственный сектор и качественную и доступную систему государственных услуг для граждан. Сочетание усилий этих секторов, в том числе путём применения концепции частного публичного партнёрства;
19. Внедрить принцип устойчивого развития, который также отвечает текущим потребностям. Сохранение окружающей среды, которой угрожает деятельность человека, риски изменения климата и утрата биоразнообразия. Государство должно реагировать на текущие потребности общества таким образом, которое не влияет на будущее новых поколений;
20. Укрепить конституционный статус постоянного нейтралитета;
21. Содействовать сбалансированной внешней политике, которая обеспечит имидж и интересы Республики Молдова в региональном и глобальном контексте путём интеграции в Европейский Союз и развития сотрудничества со странами СНГ.

### Лозунг партии
Лозунг партии: Демократическая партия Молдовы смотрит в будущее.

## Результаты выборов

### Парламентские выборы
| Год выборов  | Голоса  | % голосов | Полученные мандаты | +/-  |
| ------------ | ------- | --------- | ------------------ | ---- |
| 1998         | 294.691 | 18,2      | 24 из 101          |      |
| 2001         | 79.757  | 5,0       | 0 из 101           | ▼ 24 |
| 2005*        | 444.377 | 28,5      | 8 из 101           | ▲ 8  |
| aprilie 2009 | 45.698  | 3,0       | 0 из 101           | ▼ 8  |
| iulie 2009   | 198.268 | 12,5      | 13 из 101          | ▲ 13 |
| 2010         | 218.620 | 12,7      | 15 из 101          | ▲ 2  |
| 2014         | 252.489 | 15,80     | 19 из 101          | ▲ 4  |
| 2019         | 334.544 | 23,62     | 30 из 101          | ▲ 11 |

Примечание: В 2005 году ДПМ участвовала в выборах с Альянсом «Наша Молдова» и Социал-либеральной партией в блоке «Демократическая Молдова».
Примечание: В течение года 2018 ДПМ формирует самую большую парламентскую фракцию в Парламенте Республики Молдова, имея 42 мандата депутата.

### Местные выборы

#### Районные и муниципальные советы
| Год выборов | Голоса  | % голосов | Полученные мандаты |
| ----------- | ------- | --------- | ------------------ |
| 2007        | 112,242 | 9.7       | 117 из 1103        |
| 2011        | 212,504 | 15.4      | 226 из 1120        |
| 2015        | 226,661 | 17.6      | 259 из 1116        |
| 2019        | 177,811 | 16.53     | 238 из 1108        |

Примечание. В 2017 году число представителей на руководящих должностях составляет 31 человек (председатели и вице-председатели районов).

#### Городские и сельские советы
| Год выборов | Голоса  | % голосов | Полученные мандаты |
| ----------- | ------- | --------- | ------------------ |
| 2007        | 105,888 | 10.5      | 1155 из 10621      |
| 2011        | 209,284 | 18.8      | 2663 из 10630      |
| 2015        | 232,460 | 21.9      | 2810 из 10564      |
| 2019        | 187,310 | 20.27     | 2646 из 10564      |

#### Примары
| Год выборов | Примары | % от общего кол-ва | Полученные мандаты |
| ----------- | ------- | ------------------ | ------------------ |
| 2007        | 74      | 8.2                | 74 из 895          |
| 2011        | 220     | 24.5               | 220 из 898         |
| 2015        | 287     | 32.0               | 287 из 898         |
| 2017        | 396     | 44                 | 396 из 898         |
| 2019        | 261     | 29.06              | 261 из 898         |

## Международная принадлежность
Демократическая партия является членом с правом совещательного голоса Социалистического интернационала (с 1 июля 2008 года) и сотрудничает с Партией европейских социалистов и с партиями социал-демократической и социал-либеральной ориентации других стран.
В июне 2018 года Демократическая партия Молдовы была официально принята в Социал-демократическую группу Парламентской ассамблеи ОБСЕ.